# كنيسة القديسة فيرونيكا (القدس)
كنيسة القديسة فيرونيكا هي كنيسة للروم الكاثوليك تم بناؤها عام 1894 على طريق الالام داخل أسوار البلدة القديمة لمدينة القدس، في المكان الذي يُعتقد أن القديسة فيرونيكا مسحت فيه وجه المسيح.